# Leptosynapta macrankyra
Leptosynapta macrankyra is een zeekomkommer uit de familie Synaptidae.
De wetenschappelijke naam van de soort werd in 1898 gepubliceerd door Hubert Ludwig.